# Houston G. Wood III
Houston G. Wood III ist ein amerikanischer Mathematiker und Physiker. Sein Arbeitsgebiet ist die Strömungslehre.

## Lebenslauf
Houston G. Wood befasste sich mit Gaszentrifugen zur Uran-Anreicherung seit 1967 in der Abteilung für Zentrifugenentwicklung am Oak Ridge National Laboratory, die er von 1979 bis 1981 leitete. Darüber hinaus arbeitet er an Forschungen zum künstlichen Herzen und ist im Bereich der Nichtverbreitung von Atomwaffen tätig.
1981 folgte er einem Ruf an die Universität von Virginia in Charlottesville, wo er seit 2004 den Lehrstuhl für Mechanik sowie Luft- und Raumfahrttechnik innehat.

## Irakische Aluminiumröhren
Bekanntheit außerhalb der Fachwelt erreichte er im Vorfeld des zweiten amerikanischen Irakkriegs, als die amerikanische Regierung die völkerrechtliche Begründung für den Angriff auf den Irak zusammenstellte. Aus Sicht einiger Völkerrechtler reichte es als Kriegsgrund aus, dass Zweifel am Wohlverhalten des Irak bezüglich ABC-Waffen bestünden. Diese Sicht machten sich die USA zu eigen, nachdem der Versuch gescheitert war, eine entsprechende Resolution des Sicherheitsrates zu erlangen, die Vereinten Nationen einem Angriff also nicht zustimmten.
Als ein irakischer Versuch vereitelt wurde, Aluminiumröhren für den Raketenbau zu beschaffen, sollte geprüft werden, ob die Röhren nicht tatsächlich zur Produktion von Anreicherungszentrifugen dienen sollten. Das Oak Ridge National Laboratory schlug vor, Wood als Leiter der Untersuchungskommission einzusetzen.
Das Ergebnis fiel eindeutig aus.
- Aluminiumrohre werden seit den 1950er Jahren eigentlich nicht mehr für diesen Zweck verwendet, weil mit hochfesten Stählen oder Kompositwerkstoffen anderthalbfach bis doppelt so hohe Drehzahlen bei entsprechend höheren Ausbeuten erreicht werden können.
- Die beschlagnahmten Aluminiumröhren waren eloxiert. Diese Beschichtung hätte vor einer Verwendung zur Uran-Anreicherung entfernt werden müssen. Danach wären die Wandstärken der Rohre allerdings für eine sinnvolle Verwendung in Anreicherungszentrifugen zu schwach gewesen.